# Trenton, New Jersey
Trenton este capitala statului New Jersey al Statele Unite ale Americii.  Cu o populație estimată la 82.883 de locuitori de către United States Census Bureau în anul 2008, Tenton este totodată și sediul comitatului Mercer, unul din cele 21 de comitate ale statului.

## Personalități născute aici
- Dennis Rodman (n. 1961), baschetbalist.